# Joseph C. Castner

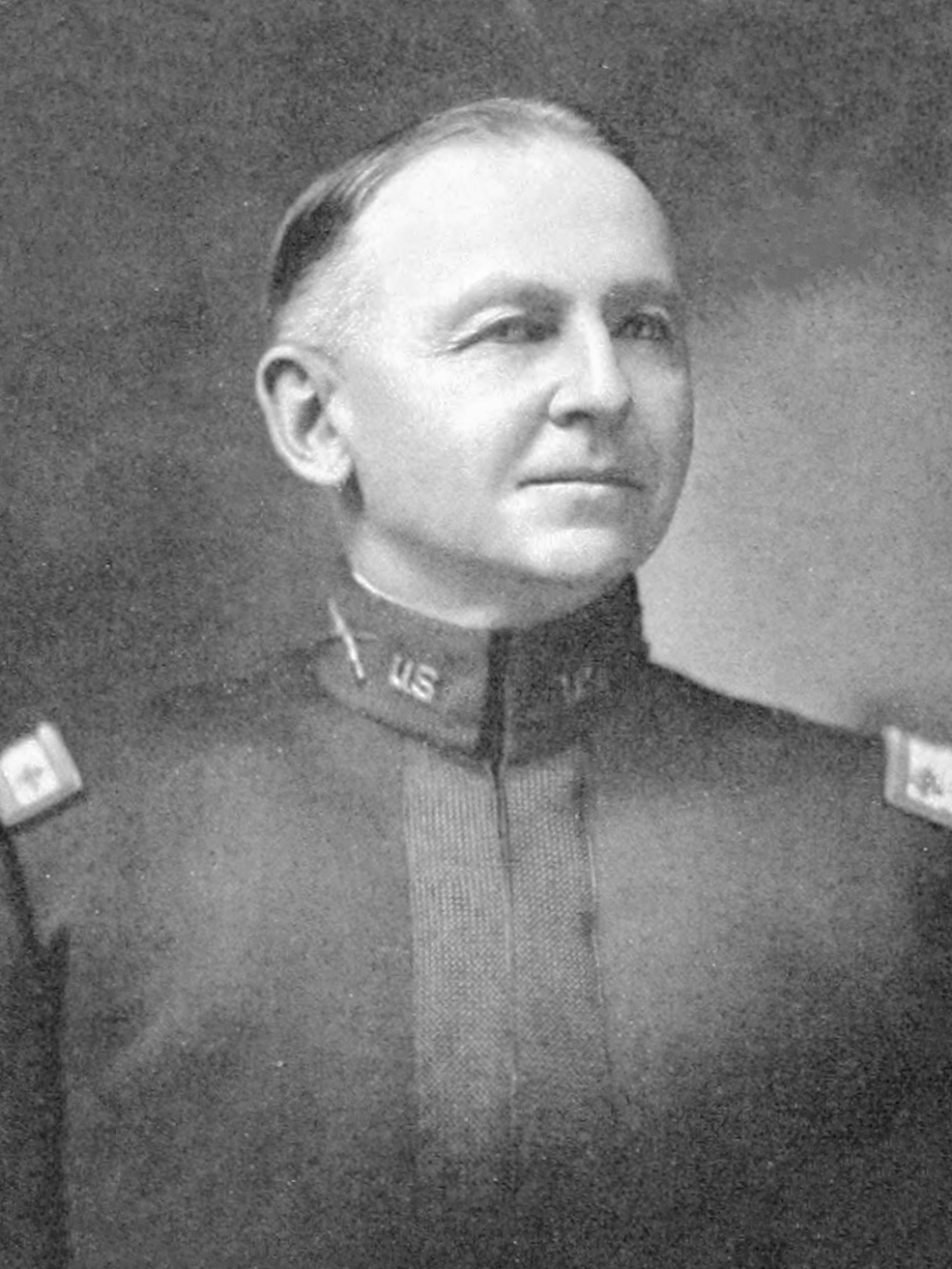
Joseph Compton Castner

Joseph Compton Castner (* 18. November 1869 in  New Brunswick,  Middlesex County, New Jersey; † 8. Juli 1946 in Oakland, Alameda County, Kalifornien) war ein Generalmajor der United States Army. Er war unter anderem Kommandeur der 1. US-Kavalleriedivision.
Joseph Castner war ein Sohn von Hauptmann Cornelius Wyckoff Castner (1831–1904) und dessen Frau Catherine L. Cosgrove (1831–1869). Er studierte bis 1891 am Rutgers College, der späteren Rutgers University, das Fach Bauwesen. Anschließend gelangte er als Leutnant in das Offizierskorps des US-Heeres. In der Armee durchlief er anschließend alle Offiziersränge vom Leutnant bis zum Zwei-Sterne-General.
Im Lauf seiner militärischen Karriere absolvierte Castner verschiedene Kurse und Schulungen. Dazu gehörten unter anderem die Infantry and Cavalry School (1895) und das United States Army War College.
In seinen jüngeren Jahren absolvierte er den für Offiziere in den niederen Rangstufen üblichen Dienst in verschiedenen Einheiten und Standorten in den Vereinigten Staaten. Castner nahm unter anderem an einer Forschungsexpedition durch Alaska teil und war während des Philippinisch-Amerikanischen Kriegs auf den Philippinen stationiert. In den Jahren bis zum Ersten Weltkrieg diente Castner unter anderem in verschiedenen Infanterieeinheiten in den Vereinigten Staaten. Im Jahr 1908 war er in Hawaii an den Planungen zum Bau der späteren Schofield-Kaserne beteiligt. Damals wurde die Kaserne inoffiziell auch als Castner Village bezeichnet.
Während des Ersten Weltkriegs kommandierte Joseph Castner die 9. Infanteriebrigade, mit der er an mehreren Gefechten teilnahm. Dazu gehörte auch die Maas-Argonnen-Offensive im Herbst 1918. Nach dem Krieg gehörte er für einige Zeit den amerikanischen Besatzungstruppen in Deutschland an. Zwischen Juni 1925 und Januar 1926 kommandierte er als Nachfolger von Robert L. Howze die 1. Kavalleriedivision. Nach zwischenzeitlichen anderen Verwendungen übernahm er im April 1929 das Kommando über die 3. Infanteriedivision, das er bis zum November 1932 innehatte. Anschließend ging er in den Ruhestand.
Er starb am 8. Juli 1946 in Oakland in Kalifornien und wurde auf dem San Francisco National Cemetery beigesetzt.
Joseph Castner erhielt im Lauf seiner militärischen Laufbahn unter anderem die Army Distinguished Service Medal verliehen.
Nach ihm sind der Mount Castner, der Castner-Gletscher und das Castner Range and Castner Range National Monument benannt.